# Jordi Cuminal i Roquet
Jordi Cuminal i Roquet   (Sant Celoni, 23 de febrer de 1977) és un polític català, que va ser dirigent de Convergència Democràtica de Catalunya i diputat al Parlament de Catalunya en la vuitena, novena i onzena legislatures.

## Biografia
Estudià administració i direcció d'empreses en ESADE i es va treure un màster en gestió pública i en lideratge empresarial. Va començar a treballar en 2001 com a tècnic superior en gestió pública. Està casat i té dues filles. És president de l'associació Moment Zero.
Va començar a militar en la Joventut Nacionalista de Catalunya (JNC) el 1999 i en Convergència el 2001. El 2004 va ser elegit secretari general de la JNC i el 2008 diputat en el Parlament de Catalunya. Durant aquest mandat va ser nomenat alhora portaveu de CIU en la comissió de Joventut.
Simultàniament a les eleccions municipals de 2003 va ser escollit regidor de Sant Celoni i quan CiU va guanyar-hi les eleccions municipals de 2007 fou nomenat primer tinent d'alcalde entre 2007 i 2011.
Després de deixar la secretaria general de la JNC en 2008, va ser nomenat secretari de comunicació de Convergència càrrec que ostentaria fins a 2011. Alhora, a les eleccions al Parlament de Catalunya de 2010, després de la victòria de CIU, va ser nomenat director general de Comunicació de la Generalitat, càrrec del qual fou destituït el 30 de juny de 2015. Va ser el responsable de premsa i comunicació de la campanya de Junts pel Sí de cara a les eleccions al Parlament de Catalunya de 2015, i el cap de campanya de Democràcia i Llibertat per les eleccions generals espanyoles de 2015.